# Wapen van Itteren

Wapen van Itteren

Het wapen van Itteren werd op 19 juli 1890 verleend door de Hoge Raad van Adel aan de Limburgse gemeente Itteren. Per 1 juli 1970 ging Itteren op in gemeente Maastricht. Het gemeentewapen kwam daardoor te vervallen.

## Blazoenering
De blazoenering van het wapen luidde als volgt:
In een veld van keel, de H. Martinus met gelaat, handen, linkerarm en een gedeelte van het linkerbeen van natuurlijke kleur, gekleed in wapenrok en brodaquin van keel, met mantel en helm van goud, houdende in de linkerhand een zwaard van zilver met gevest van goud, en zittende op een paard van sabel met hoofdstel, teugels en dekriemen van goud, vergezeld van een vóór het paard geknielden, naakten bedelaar met een gordel van sabel om de lendenen, alles geplaatst op een terras van sinopel, op welks voorgrond een schuinrechts gericht schildje geplaatst is, zijnde van keel, beladen met een naar rechts gewenden, springenden leeuw van zilver (Van Heinsberg); het geheel omgeven van het randschrift ""Gemeentebestuur van Itteren"".
De heraldische kleuren zijn keel (rood), goud (goud of geel), zilver (wit), sabel (zwart), sinopel (groen) en natuurlijke kleuren. In de heraldiek zijn links en rechts gezien van achter het schild; voor de toeschouwer zijn de termen links en rechts dus verwisseld.

## Geschiedenis
De heilige is afkomstig van een zegel van de schepenbank begin 16e eeuw. Bij de aanvraag in 1890 werd aan deze voorstelling een wapen met een leeuw toegevoegd, welke afkomstig is uit het wapen van de familie van Heinsberg. De juistheid wordt betwist omdat niet zeker is of de familie Van Heinsberg heren van de heerlijkheid Itteren geweest zijn. Na de dood van Hendrik van Itteren in de 14e eeuw waren de families Loon-Heinsberg en Stein aan het ruziën over zijn erfenis, maar is niet bekend welke familie de strijd toen heeft gewonnen en zich heren van Itteren mocht noemen.

## Verwante wapens

een familiewapen van Heinsberg
een latere familiewapen van Heinsberg

Ambt Montfort
· Amby
· Amstenrade
· Arcen en Velden
· Baexem
· Beegden
· Beek
· Belfeld
· Bemelen
· Berg en Terblijt
· Bingelrade
· Bocholtz
· Borgharen
· Born
· Broekhuizen
· Broeksittard 
· Buggenum
· Bunde
· Cadier en Keer
· Echt 
· Eijsden
· Elsloo
· Eygelshoven
· Geleen
· Gennep
· Geulle
· Grathem
· Grevenbicht
· Gronsveld
· Grubbenvorst
· Gulpen 
· Haelen
· Heel
· Heel en Panheel
· Heer
· Helden
· Herten
· Heythuysen
· Hoensbroek
· Horn
· Horst
· Houthem
· Hulsberg
· Hunsel
· Itteren
· Jabeek
· Kessel
· Klimmen
· Limbricht
· Linne
· Maasbracht
· Maasbree
· Maasniel
· Margraten
· Meerlo
· Meerlo-Wanssum
· Meerssen
· Meijel
· Melick en Herkenbosch
· Merkelbeek
· Mheer
· Montfort
· Munstergeleen
· Neer
· Neeritter
· Nieuwenhagen
· Nieuwstadt
· Noorbeek
· Nuth
· Onderbanken
· Obbicht en Papenhoven
· Ohé en Laak
· Oirsbeek
· Ottersum
· Oud-Valkenburg
· Oud-Vroenhoven
· Posterholt
· Roggel
· Roggel en Neer
· Roosteren
· Schaesberg
· Schimmert
· Schinnen
· Schinveld
· Sevenum
· Simpelveld
· Sint Geertruid
· Sint Odiliënberg
· Sint Pieter
· Sittard
· Slenaken
· Spaubeek
· Stramproy
· Stevensweert
· Susteren
· Swalmen
· Tegelen
· Thorn
· Ubach over Worms
· Ulestraten
· Urmond
· Valkenburg
· Vlodrop
· Wanssum
· Wessem
· Wijlre
· Wijnandsrade
· Wittem